# Ricardo Soares Florêncio
Ricardo Soares Florêncio, más conocido como Russo, (Olinda, 18 de junio de 1976) es un exfutbolista brasileño que jugó como defensa.

## Trayectoria

### Sport
Russo comenzó su carrera jugando en la categoría juvenil de Sport . Después de una excelente actuación en 1995 y de mantener el nivel en 1996, incluso convertirse en el campeón de Pernambuco este año, despertó el interés de varios clubes de Brasil. Sería trasladado a Valencia desde España a finales de 1996, sin embargo, por miedo al propio jugador, y porque aún era muy joven, prefirió quedarse en suelo brasileño.

### Victoria
En 1997 fue contratado por Esporte Clube Vitória de Bahía, Russo llegó con Estatus Prometedor y pronto mostró el fútbol competente presentado en el anterior Equipo. Fue muy importante en las conquistas de Nordestão y Baianão, ambas de 1997. En el Campeonato Brasileño del mismo año, el lateral demostró, una vez más, que era un jugador de alto nivel, ayudando al equipo de Vitória a mantenerse en el Noveno Lugar. al final del torneo, a un punto del octavo lugar, que clasificaría al equipo para la fase final. El rojo-negro de Bahía fue el mejor nororiental de la competencia.

### Cruzeiro
Con las hermosas actuaciones del equipo bahiano, lo contrató Cruzeiro Esporte Clube, de Minas Gerais. Russo llega para ser titular en el Clube Mineiro, pero ni siquiera debutó y pronto fue llamado a participar en la Copa Oro 1998 por la selección brasileña (Brasil terminó en tercer lugar). A su regreso, Russo aún jugó en 9 partidos para Celeste Azul en el torneo y contribuyó al título del Campeonato Mineiro 1998. Aún en medio de la competencia, Lateral Pernambucano sufrió una lesión en la ingle, y terminó quedándose fuera de la Convocatorias finales para el Mundial de 1998. Con la lesión, el lateral Gustavo acabó consolidando Direita do Cruzeiro.

### Sport
Aún en 1998, después de recuperarse de la lesión, Russo recibió una hermosa propuesta para regresar al Leão do Ilha do Retiro, que estaba armando un equipo fuerte para el brasileño de ese año. Se trasladó a la final de Sport Reta de Pernambucano en 1998, se convirtió en Campeón del Estado y ayudó al club a hacer una de las mejores campañas del brasileño ese año. Terminando la primera fase en quinto lugar, siendo eliminado por Santos-SP en tres partidos muy polémicos, con mucha ayuda del Arbitraje para el equipo paulista. Con el lateral derecho del filial sin nombre fuerte (Cafú era el titular absoluto), Russo siempre fue uno de los considerados para el puesto, pero ya no fue llamado tras la lesión sufrida en la ingle.

### Victoria
Después del excelente Campeonato Brasileño de Deportes en 1998, el club de Pernambucano decidió contener los gastos en 1999, ya que no podría pagar el salario de todos los medallones del equipo. Por ello, Vitória volvió a contratar al lateral que triunfó dos años antes. Y Russo mantuvo el nivel del año anterior en el primer semestre. Con buenas actuaciones a principios de año, ayudó al equipo a ganar el campeonato de BI del Nordeste en 1999 y al título de Bahía de ese mismo año (junto con Bahía, porque, después de un embrollo por comandos de campo, la Copa La división se decidió por justicia en 2005). Luego de algunos partidos para el equipo de Baiano, Russo comenzó a revertir el título con dos excelentes jugadores, Eloy, que ganó mucha más fuerza aún más en los segundos semestres; y "Baiano" que venía de Santos con gran estatus (y terminó mudándose a Volante al final de la temporada). Los tres mantuvieron un excelente nivel de competitividad durante el primer semestre de 1999.

### Botafogo-SP
Con el descenso en Vitória, aliado a una buena propuesta del Botafogo de Ribeirão Preto, de São Paulo, con la promesa de ser titular en el São Paulo en el Campeonato Brasileño de Primera División de ese año, Russo se trasladó al Interior de la Estado de São Paulo por el segundo 1999. Jugó 11 partidos para el club, con actuaciones medias. Con un equipo ligeramente por debajo de la media general del campeonato, sumado a un reglamento que contaba con la media del torneo anterior para el descenso, el Botafogo-SP acabó siendo degradado ese año. Russo fue uno de los pocos que se salvó en ese equipo.

### Sport
"Imposible hablar de nombres para el lateral derecho del León y por no hablar del ruso", Asunto de Globo Esporte de enero de 2000, Anunciando la devolución de la camiseta 2 para el León de la Praça da Bandeira. Quizás el mejor año de su carrera como profesional, Russo llega al Sport Recife con un plan muy bien trazado por el club a finales de 1998, cuando decidió ahorrar 99 para postularse en 2000. Con este esquema, trajo medallas a todos los puestos, y acabó formando uno de los mejores equipos deportivos de todos los tiempos con Bosco, RUSSO, Sandro Blum, Erlon, Dutra, Leomar, Sidney, Adriano, Nildo, Leonardo y Taílson.El lateral derecho hizo partidos espectaculares, mostrando carrera, competencia, inteligencia, excelentes centros, posiciones y muy bien anotando. Ayudó al club Pernambucano a convertirse en Campeón de Pernambucano, Campeón de la Copa del Noreste, Subcampeón de la Copa de Campeones y quedando en segundo lugar en la primera fase del Campeonato Brasileño de la Serie A de este año (denominada Copa João Havelange). Russo sería convocado para la selección brasileña en julio de 2000, para partidos contra Paraguay y Argentina, pero como Sport estaba en la Copa de Campeones, Evanílson fue llamado en su lugar, jugó bien tras la expulsión de Cafú y Russo no tuvo más oportunidades. en el año. Belletti también competía por el puesto.
Sport fue eliminado en los cuartos de final de la Copa João Havelange por el Grêmio de Ronaldinho Gaúcho. Pero la inusual jugada fue a los 20 minutos del primer tiempo, cuando Russo fue derribado en el Área, un claro penalti, el árbitro ordenó continuar. Russo tuvo que dejar la camilla y no volvió al juego. Este gol podría haber cambiado la historia del partido.

### Santos
Después del excelente Campeonato del Deporte en 2000 y casi regresando a la selección nacional, Russo recibió un refuerzo de alto nivel para enfrentarse a la camiseta 4 del Santos Futebol Clube, en São Paulo, en 2001. Durante todo el año, Russo fue titular absoluto en ese fatídico partido que perdió el Santos ante el Corinthians en la semifinal, levantó el gol de Ricardinho a 20 segundos del final del partido, que culminó con la descalificación del equipo. El extremo pernambucano siempre ha jugado a un buen nivel para el club paulista. Nunca se puso en riesgo su propiedad, pero sus actuaciones estuvieron lejos de las realizadas en el año anterior por Sport Recife.

### São Caetano
Después de una larga negociación en los primeros dos meses, Russo se mudó a São Caetano, también de São Paulo, para jugar por la Libertadores da América en 2002. Cuando llegó con el campeonato en curso, comenzó en la reserva, pero pronto se hizo cargo. el ala derecha y nunca dejarlo ir. Russo volvió a hacer presentaciones al nivel de las que hizo para Sport en 2000. El lateral fue el desafío en el lado derecho. El lateral izquierdo del equipo, con Rubens Cardoso, prácticamente no atacó. El jugador Pernambucano ayudó al equipo en la caminata hacia la final, incluso dando el pase a la portería del Equipo en el primer partido de la final de los libertadores 2002, con la victoria fuera de casa. Si fueran campeones, Russo tendría un choque con Roberto Carlos en la final del mundial interclubes. El lateral fue considerado uno de los mejores jugadores de la final, pero, al ser derrotados por penales, el resultado culminó con la destitución de Jair Picerni y la posterior contratación de Mário Sérgio. Él y Russo estaban descontentos en el pasado, por lo que São Caetano negoció al jugador con Vasco da Gama en Río de Janeiro.

### Vasco da Gama
Llegó al Vasco tras el subcampeonato de la Libertadores en 2002 y tuvo buenas actuaciones. Fue un segundo semestre mejor que el que tuvo con Santos en 2001. Juegos consistentes, pero nada que se pareciera al año 2000, ni algunos juegos de libertadores. Aun así, garantizado por la derecha e importante para el equipo en 2002. En 2003, Russo comenzó el año revirtiendo el lado de Wellington, pero ambos siempre manteniendo un buen nivel y ayudando al Vasco a ganar el Campeonato Carioca 2003.

### Spartak de Moscú
En la segunda mitad de 2003, Russo viaja a Rusia. El jugador estuvo de acuerdo con el Spartak de Moscú durante 3 temporadas, pero no se adaptó al frío del fútbol ruso. Después de 8 meses para el club, con un solo partido oficial (además de algunos amistosos), Russo tuvo una neumonía que lo dejó 4 meses sin jugar. Tras la plena recuperación, el lateral y el club decidieron rescindir el contrato a mediados de 2005.

### Sport
La vuelta al fútbol de Pernambuco no fue como quería Lateral. Llegó por el año del centenario del club, 2005, sin embargo, aunque siempre fue titular, Russo no presentó un buen fútbol, así como toda la escuadra Rubro-Negro. Y el equipo de Pernambucano se deshizo de descender a la Serie C solo en el último partido, con la ayuda de otros resultados.

### Central
Tras dos años y medio muy malos, Russo se trasladó al interior de Pernambuco para redescubrir su fútbol. En el Central Sport Clube, un equipo de Caruaru-PE, el equipo hizo hermosas presentaciones para el campeonato de Pernambucano 2006, incluida la elección del mejor lateral derecho del Campeonato de Pernambucano 2006. Cross.

### Santa Cruz
En 2007 fichó por Tricolor Pernambuco. El equipo competiría en la segunda división ese año. Llegó a hacer unas buenas presentaciones, pero el club atraviesa una mala crisis y acabó relegado a tercera división en 2008. Russo no jugó mucho en los casi dos años para el club.

### Anapolina
En 2009, Russo defendió a Anapolina de GOIÁS.

### Brasil de Farroupilha
En 2010, Russo defendió a Brasil de Farroupilha, en el Campeonato Gaucho de Segunda División. 

### Central
En 2011, Russo volvió a golpear con el club en el interior de Pernambuco, pero jugó poco más de 3 partidos para el equipo.
En diciembre de 2011 el lateral decide retirarse del fútbol.

## Clubes
| Club                    | País   | Año       |
| ----------------------- | ------ | --------- |
| Sport Recife            | Brasil | 1995-1996 |
| Vitória                 | Brasil | 1997      |
| Cruzeiro                | Brasil | 1998      |
| Sport Recife            | Brasil | 1998      |
| Vitória                 | Brasil | 1999      |
| Botafogo Ribeirão Preto | Brasil | 1999      |
| Sport Recife            | Brasil | 2000      |
| Santos                  | Brasil | 2001      |
| São Caetano             | Brasil | 2002      |
| Vasco da Gama           | Brasil | 2002-2003 |
| Spartak de Moscú        | Rusia  | 2003-2004 |
| Sport Recife            | Brasil | 2005-2007 |
| Santa Cruz              | Brasil | 2007-2008 |
| Brasil de Farroupilha   | Brasil | 2009      |
| Anapolina               | Brasil | 2009      |
| Central                 | Brasil | 2010      |

## Palmarés
Sport
- Campeonato Pernambucano: 1996, 1998 y 2000.
- Copa do Nordeste: 2000.
- Subcampeón de la Copa de Campeones: 2000.

Victoria
- Campeonato Baiano : 1997 y 1999.
- Copa do Nordeste: 1997 y 1999.
- Trofeo Ciudad de Valladolid: 1997.

Cruzeiro
- Campeonato Mineiro: 1998.

Sao Caetano
- Subcampeón de la Copa Libertadores: 2002.

Vasco
- Campeonato Carioca: 2003.

Spartak de Moscú
- Vicecampeón de Rusia: 2004/2005.
- Subcampeón de la Supercopa de Rusia: 2004.

Brasil
- Copa Confederaciones: 1997
- 3er puesto en la Copa Oro: 1998.